# Eurovizija.LT 2025
La seconda edizione di Eurovizija.LT si è svolta dall'11 gennaio al 15 febbraio 2025 e ha selezionato il rappresentante della Lituania all'Eurovision Song Contest 2025 a Basilea, in Svizzera.
I vincitori sono stati i Katarsis con Tavo akys.

## Organizzazione
L'emittente lituana Lietuvos Nacionalinis Radijas ir Televizija (LRT) ha confermato la partecipazione della Lituania all'Eurovision Song Contest 2025 il 13 giugno 2024, annunciando inoltre l'organizzazione della seconda edizione di Eurovizija.LT per selezionare il proprio rappresentante. Il successivo 13 agosto l'emittente ha dato la possibilità agli aspiranti partecipanti di inviare i propri brani entro l'11 novembre dello stesso anno, con la condizione che gli artisti partecipanti fossero cittadini lituani o cittadini provenienti dall'Unione europea con residenza permanente in Lituania.
Lo show si è tenuta in sei serate: cinque sono state dedicate alle semifinali che si sono svolte presso gli studi televisivi di LRT, mentre l'ultima è stata dedicata alla finale che si è svolta presso la Žalgirio Arena di Kaunas. Il voto combinato dei giurati e del pubblico ha decretato i 10 artisti qualificati dalle semifinali, a cui si sono aggiunti due artisti precedentemente eliminati, ma poi ripescati dal voto del pubblico. Per quanto riguarda il sistema di voto nella finale, giuria e televoto hanno decretato i primi 3 classificati in una prima fase, mentre il solo voto del pubblico ha selezionato il vincitore nel secondo round.

## Partecipanti
Una giuria nominata da LRT ha selezionato i 45 partecipanti fra le 81 proposte ricevute. La lista completa degli artisti partecipanti è stata pubblicata l'11 dicembre 2024. Fra gli artisti figurano due rappresentanti eurovisive lituane: Vilija (2014) e Ieva Zasimauskaitė (2018).
Il 13 gennaio 2024 LRT ha annunciato il ritiro di Evelina Gancewska dalla competizione, dopo che è stato scoperto che il suo brano Aurora era già stato precedentemente selezionato a gareggiare nel Dora, la selezione eurovisiva croata. È stata successivamente sostituita da Austėja Lukaitė con il brano Kas esu be tavęs?; tuttavia, quest'ultima ha annunciato il suo ritiro dalla competizione il successivo 16 gennaio per motivi di salute.
| Artista             | Brano                   | Lingua           | Compositori                                                                        |
| ------------------- | ----------------------- | ---------------- | ---------------------------------------------------------------------------------- |
| Aistay              | Meilę sapnavau          | Lituano          | Aistė Tomkevičiūtė-Pajaujienė, Monika Arbutavičienė                                |
| Amari               | Sirens Call             | Inglese          | Paulius Stanulionis, Vitalij Puzyriov, Marija Jogminė                              |
| Amoralu             | Freedom                 | Inglese          | Lukrecija Vasiliauskaitė, Viktorija Krivickaitė, Rokas Mikaliūnas, Deimantas Tumas |
| Anyanya             | Running Out of Time     | Inglese          | Anyanya Udongwo, Serhij Jeromenko, Timothy Akuboh, Judah Chima                     |
| Austėja Lukaitė     | Kas esu be tavęs?       | Lituano          | Žilvinas Žusinas                                                                   |
| Black Biceps        | Visaip man reik         | Lituano, inglese | Vitalij Valentinovič                                                               |
| Donata              | Empower                 | Inglese          | Ylva Persson, Linda Persson, Janne Hyöty                                           |
| Euften              | Goodbye Hell            | Inglese          | Rafael Artesero, José Juan Santana, Elvinas Skliutas                               |
| Evelina Gancewska   | Aurora                  | Inglese          | Valentina Gyerek, Ylva Persson, Linda Persson                                      |
| Ewa                 | Tell Me Lie             | Inglese          | Eva Navickaitė                                                                     |
| Freya Alley         | Lalala                  | Inglese          | Kamilė Balčytytė, Laurence Hobbs                                                   |
| Gebrasy             | Whole                   | Inglese          | Titas Astafejevas, Audrius Petrauskas                                              |
| Gøya                | After Storm             | Inglese          | Marija Grabštaitė                                                                  |
| Godo Yorke          | <3 neparodai            | Lituano          | Goda Sasnauskaitė, Paulius Večeris, Jokūbas Tulaba, Pedro Joaquim Borges           |
| Halummi             | The Flame               | Inglese          | Jonas Lapinas, Kotryna Zaskevičiūtė, Pablo Lago                                    |
| Hansanova           | Leilydo                 | Lituano          | Giedrius Balčiūnas                                                                 |
| Ieva Zasimauskaitė  | Don't You Ever Leave Me | Inglese          | Ieva Zasimauskaitė, Donatas Kelmelis                                               |
| Indrė & Laimonas    | Namo                    | Lituano          | Stanislavas Stavickis-Stano                                                        |
| Jokūbas Jankauskas  | Far Away                | Inglese          | Jokūbas Jankauskas                                                                 |
| Joseph June         | Ko man nesakei          | Lituano          | Vytautas Gumbelevičius                                                             |
| Justė Baradulinaitė | Tired                   | Inglese          | Titas Astaf, Audrius Petrauskas, Justė Baradulinaitė                               |
| Justinas            | Alright                 | Inglese          | Titas Astaf, Audrius Petrauskas                                                    |
| Káro                | Love Bug                | Inglese          | Karolė Virbickaitė, Peder Etholm Idsoe                                             |
| Katarsis            | Tavo akys               | Lituano          | Lukas Radzevičius                                                                  |
| Liepa               | Ar mylėtum              | Lituano          | Elena Jurgaitytė, Nombeko Augustė Khotseng                                         |
| Lion Ceccah         | Drobė                   | Lituano          | Tomas Alenčikas, Aurimas Galvelis                                                  |
| Lit                 | You're Not Alone        | Inglese          | Justinas Chachlauskas, Raigardas Tautkus, Frederik Nnaji                           |
| Mantas Ben          | Svajonės po 12          | Lituano          | Mantas Bendžius                                                                    |
| Mario Junes         | Bury Me                 | Inglese          | Marius Kijauskas, Faustas Venckus                                                  |
| Matas Ligeika       | Saulė                   | Lituano          | Matas Ligeika, Nombeko Augustė Khotseng, Rokas Jančiauskas                         |
| Matt Len            | Not Alone               | Inglese          | Matas Lenktis, Vitalij Rodevič                                                     |
| Meidė               | Gyvatės                 | Lituano          | Meidė Šlamaitė, Paulius Vaicekauskas                                               |
| Noy                 | Just Take Me on a Date  | Inglese          | Nojus Žebrauskas, Alvydas Mačiulskas                                               |
| Ofelija             | Širdelė                 | Lituano          | Liepa Maknavičiūtė                                                                 |
| Petunija            | Į saldumą               | Lituano          | Kęstutis Vaitkevičius, Agnė Šiaulytė-Vaitkevičė                                    |
| Queens of Roses     | Taip!                   | Lituano          | Elena Jurgaitytė, Nombeko Augustė Khotseng                                         |
| Rūta Budreckaitė    | Tai kur namai           | Lituano          | Dovydas Lazdinis, Rūta Budreckaitė                                                 |
| Siga                | Walking with My Shadow  | Inglese          | Sigita Jonynaitė-Žostautienė                                                       |
| Sophie Ali          | The Bluest Bell         | Inglese          | Gytis Valickas, Jokūbas Tulaba, Sophie Ali                                         |
| Sun Francisco       | Atsimerkt               | Inglese          | Giedrė Ivanova, Maksimas Ivanovas                                                  |
| The Ditties         | Zui zu bi               | Lituano          | Veronika Čičinskaitė-Golovanova                                                    |
| Thomas G            | Highest Goals           | Inglese          | Tomas Gailiūnas, Dovydas Lazdinis                                                  |
| Tomas Dirgėla       | Pašok                   | Lituano          | Tomas Gailiūnas, Dovydas Lazdinis                                                  |
| Ustin               | You're the One          | Inglese          | Justinas Mejeris, Salomėja Vaisiūnaitė                                             |
| Viktorija Faith     | Scary Beautiful         | Inglese          | Amy Tjasink, Aidan O'Connor, Oskar Levin                                           |
| Vilija              | Liesti negalima         | Lituano          | Vilija Matačiūnaitė                                                                |

## Semifinali
Le semifinali si svolgeranno in cinque serate, dall'11 gennaio all'8 febbraio 2025, e vedrà competere 9 partecipanti ciascuno per i 2 posti per puntata destinati alla finale.

### Prima semifinale
La prima semifinale si è svolta l'11 gennaio 2025 presso gli studi televisivi di LRT ed è stata presentata da Gabrielė Martirosian, Nombeko Augustė e Rimvydas Černiauskas. L'ordine d'esibizione è stato reso noto il 9 gennaio 2025. La giura è stata composta da Ramūnas Zilnys, Stanislavas Stavickis-Stano, Leonas Somovas, Ieva Narkutė e Unė Liandzbergytė.
Ad accedere alla finale sono stati Anyanya e Justė Baradulinaitė.
| # | Artista             | Titolo              | Punteggio | Punteggio | Punteggio | Punteggio | Posizione |
| # | Artista             | Titolo              | Giuria    | Televoto  | Televoto  | Totale    | Posizione |
| - | ------------------- | ------------------- | --------- | --------- | --------- | --------- | --------- |
| 1 | Lit                 | You're Not Alone    | 6         | 297       | 4         | 10        | 6         |
| 2 | Mantas Ben          | Svajonės po 12      | 8         | 384       | 6         | 14        | 3         |
| 3 | Rūta Budreckaitė    | Tai kur namai       | 4         | 706       | 8         | 12        | 5         |
| 4 | Anyanya             | Running Out of Time | 12        | 1058      | 12        | 24        | 1         |
| 5 | Aistay              | Meilę sapnavau      | 2         | 55        | 2         | 4         | 9         |
| 6 | Ewa                 | Tell Me Lie         | 7         | 442       | 7         | 14        | 4         |
| 7 | Viktorija Faith     | Scary Beautiful     | 5         | 159       | 3         | 8         | 7         |
| 8 | Justė Baradulinaitė | Tired               | 10        | 827       | 10        | 20        | 2         |
| 9 | Euften              | Goodbye Hell        | 3         | 299       | 5         | 8         | 8         |

### Seconda semifinale
La seconda semifinale si è svolta il 18 gennaio 2025 presso gli studi televisivi di LRT ed è stata presentata da Gabrielė Martirosian, Nombeko Augustė e Rimvydas Černiauskas. L'ordine d'esibizione è stato reso noto il 15 gennaio 2025. La giura è stata composta da Ramūnas Zilnys, Stanislavas Stavickis-Stano, Ieva Narkutė, Vytautas Bikus e Kamilė Gudmonaitė.
Ad accedere alla finale sono stati Noy e Petunija.
| # | Artista            | Titolo                 | Punteggio | Punteggio | Punteggio | Punteggio | Posizione |
| # | Artista            | Titolo                 | Giuria    | Televoto  | Televoto  | Totale    | Posizione |
| - | ------------------ | ---------------------- | --------- | --------- | --------- | --------- | --------- |
| 1 | Halummi            | The Flame              | 6         | 427       | 5         | 11        | 5         |
| 2 | Noy                | Just Take Me on a Date | 10        | 1019      | 12        | 22        | 2         |
| 3 | Jokūbas Jankauskas | Far Away               | 8         | 633       | 8         | 16        | 3         |
| 4 | Petunija           | Į saldumą              | 12        | 863       | 10        | 22        | 1         |
| 5 | Freya Alley        | Lalala                 | 4         | 476       | 6         | 10        | 6         |
| 6 | Káro               | Love Bug               | 5         | 349       | 4         | 9         | 7         |
| 7 | Vilija             | Liesti negalima        | 7         | 610       | 7         | 14        | 4         |
| 8 | Tomas Dirgėla      | Pašok                  | 3         | 236       | 3         | 6         | 8         |
| — | Austėja Lukaitė    | Kas esu be tavęs?      | —         | —         | —         | —         | —         |

### Terza semifinale
La terza semifinale si è svolta il 25 gennaio 2025 presso gli studi televisivi di LRT ed è stata presentata da Gabrielė Martirosian, Nombeko Augustė e Rimvydas Černiauskas. L'ordine d'esibizione è stato reso noto il 15 gennaio 2025. La giura sarà composta da Leonas Somovas, Ieva Narkutė, Vytautas Bikus, Kristupas Naraškevičius e Gerūta Griniūtė
Ad accedere alla finale sono stati Gøya e Gebrasy, mentre i Black Biceps sono stati successivamente ripescati come parte dei due artisti con il punteggio più alto tra quelli eliminati nelle semifinali.
| # | Artista          | Titolo          | Punteggio | Punteggio | Punteggio | Punteggio | Posizione |
| # | Artista          | Titolo          | Giuria    | Televoto  | Televoto  | Totale    | Posizione |
| - | ---------------- | --------------- | --------- | --------- | --------- | --------- | --------- |
| 1 | Amari            | Sirens Call     | 3         | 426       | 5         | 8         | 7         |
| 2 | Thomas G         | Highest Goals   | 2         | 540       | 6         | 8         | 8         |
| 3 | Queens of Roses  | Taip!           | 7         | 544       | 7         | 14        | 4         |
| 4 | Gøya             | After Storm     | 10        | 1 220     | 10        | 20        | 2         |
| 5 | Hansanova        | Leilydo         | 4         | 304       | 3         | 7         | 9         |
| 6 | Meidė            | Gyvatės         | 5         | 424       | 4         | 9         | 5         |
| 7 | Gebrasy          | Whole           | 12        | 742       | 8         | 20        | 1         |
| 8 | Indrė & Laimonas | Namo            | 6         | 272       | 2         | 8         | 6         |
| 9 | Black Biceps     | Visaip man reik | 8         | 2 868     | 12        | 20        | 3         |

### Quarta semifinale
La quarta semifinale si è svolta il 1º febbraio 2025 presso gli studi televisivi di LRT e sarà presentata da Gabrielė Martirosian, Nombeko Augustė e Rimvydas Černiauskas. L'ordine d'esibizione è stato reso noto il 20 gennaio 2025. La giura è stata composta da Ramūnas Zilnys, Vytautas Bikus, Kamilė Gudmonaitė, Darius Užkuraitis e Monika Liu.
Ad accedere alla finale sono stati Amoralu e i Katarsis, mentre Liepa è stata successivamente ripescata come parte dei due artisti con il punteggio più alto tra quelli eliminati nelle semifinali.
| # | Artista     | Titolo                 | Punteggio | Punteggio | Punteggio | Punteggio | Posizione |
| # | Artista     | Titolo                 | Giuria    | Televoto  | Televoto  | Totale    | Posizione |
| - | ----------- | ---------------------- | --------- | --------- | --------- | --------- | --------- |
| 1 | Siga        | Walking with My Shadow | 2         | 344       | 3         | 5         | 9         |
| 2 | Ustin       | You're the One         | 5         | 672       | 5         | 10        | 6         |
| 3 | Godo Yorke  | <3 neparodai           | 4         | 252       | 2         | 6         | 8         |
| 4 | Joseph June | Ko man nesakei         | 3         | 711       | 6         | 9         | 7         |
| 5 | Amoralu     | Freedom                | 10        | 820       | 7         | 17        | 2         |
| 6 | Katarsis    | Tavo akys              | 12        | 2 507     | 12        | 24        | 1         |
| 7 | Liepa       | Ar mylėtum             | 7         | 2 218     | 10        | 17        | 3         |
| 8 | Mario Junes | Bury Me                | 6         | 573       | 4         | 10        | 5         |
| 9 | The Ditties | Zui zu bi              | 8         | 1 254     | 8         | 16        | 4         |

### Quinta semifinale
La quinta semifinale si è svolta l'8 febbraio 2025 presso gli studi televisivi di LRT ed è stata presentata da Gabrielė Martirosian, Nombeko Augustė e Rimvydas Černiauskas. L'ordine d'esibizione è stato reso noto il 21 gennaio 2025. La giura è stata composta da Ramūnas Zilnys, Unė Liandzbergytė, Gerūta Griniūtė, Darius Užkuraitis e Monika Liu.
Ad accedere alla finale sono stati Sophie Ali e Lion Ceccah.
| # | Artista            | Titolo                  | Punteggio | Punteggio | Punteggio | Punteggio | Posizione |
| # | Artista            | Titolo                  | Giuria    | Televoto  | Televoto  | Totale    | Posizione |
| - | ------------------ | ----------------------- | --------- | --------- | --------- | --------- | --------- |
| 1 | Donata             | Empower                 | 6         | 283       | 5         | 11        | 5         |
| 2 | Matas Ligeika      | Saulė                   | 10        | 470       | 7         | 17        | 3         |
| 3 | Ieva Zasimauskaitė | Don't You Ever Leave Me | 7         | 635       | 8         | 15        | 4         |
| 4 | Matt Len           | Not Alone               | 5         | 290       | 6         | 11        | 6         |
| 5 | Ofelija            | Širdelė                 | 4         | 121       | 3         | 7         | 7         |
| 6 | Sun Francisco      | Atsimerkt               | 3         | 125       | 4         | 7         | 8         |
| 7 | Justinas           | Alright                 | 2         | 104       | 2         | 4         | 9         |
| 8 | Sophie Ali         | The Bluest Bell         | 8         | 1 271     | 10        | 18        | 2         |
| 9 | Lion Ceccah        | Drobė                   | 12        | 1 993     | 12        | 24        | 1         |

## Finale
La finale si svolgerà il 15 febbraio 2025 presso la Žalgirio Arena di Kaunas e sarà presentata da Gabrielė Martirosian, Nombeko Augustė e Rimvydas Černiauskas. L'ordine d'esibizione è stato reso noto il 10 febbraio 2025. La giuria è stata composta da Ramūnas Zilnys, Ieva Narkutė, Vytautas Bikus, Monika Liu, Leonas Somovas, Unė Liandzbergytė, Gerūta Griniūtė, Kristupas Naraškevičius, Vaidas Baumila, Inga Jankauskaitė e Giedrė Kilčiauskienė.
In seguito alla somma delle votazioni Liepa, i Katarsis e Lion Ceccah hanno avuto accesso alla superfinale, dove il televoto ha proclamato i Katarsis con Tavo akys vincitori della manifestazione.
| #  | Artista             | Titolo                 | Punteggio | Punteggio | Punteggio | Punteggio | Punteggio | Posizione |
| #  | Artista             | Titolo                 | Giuria    | Giuria    | Televoto  | Televoto  | Totale    | Posizione |
| -- | ------------------- | ---------------------- | --------- | --------- | --------- | --------- | --------- | --------- |
| 1  | Noy                 | Just Take Me on a Date | 15        | 0         | 589       | 0         | 0         | 12        |
| 2  | Gøya                | After Storm            | 77        | 6         | 2 389     | 5         | 11        | 6         |
| 3  | Liepa               | Ar mylėtum             | 79        | 7         | 6 964     | 7         | 14        | 3         |
| 4  | Gebrasy             | Whole                  | 38        | 0         | 659       | 2         | 2         | 11        |
| 5  | Amoralu             | Freedom                | 79        | 8         | 2 298     | 4         | 12        | 5         |
| 6  | Anyanya             | Running Out of Time    | 68        | 3         | 3 046     | 6         | 9         | 7         |
| 7  | Justė Baradulinaitė | Tired                  | 40        | 1         | 915       | 1         | 2         | 10        |
| 8  | Katarsis            | Tavo akys              | 120       | 12        | 10 714    | 12        | 24        | 1         |
| 9  | Petunija            | Į saldumą              | 69        | 4         | 180       | 0         | 4         | 8         |
| 10 | Sophie Ali          | The Bluest Bell        | 68        | 3         | 1 726     | 3         | 6         | 9         |
| 11 | Lion Ceccah         | Drobė                  | 113       | 10        | 7 964     | 10        | 20        | 2         |
| 12 | Black Biceps        | Visaip man reik        | 70        | 5         | 6 993     | 8         | 13        | 4         |

### Superfinale
| # | Artista     | Titolo     | Televoto | Televoto | Posizione |
| - | ----------- | ---------- | -------- | -------- | --------- |
| 1 | Katarsis    | Tavo akys  | 15 889   | 47,01%   | 1         |
| 2 | Liepa       | Ar mylėtum | 6 655    | 19,69%   | 3         |
| 3 | Lion Ceccah | Drobė      | 11 255   | 33,30%   | 2         |